# Mortalidad catastrófica
Mortalidad catastrófica o crisis de mortalidad es el nombre con el que en demografía se conoce al tipo de mortalidad anual que difiere de la mortalidad habitual, como consecuencia de algún acontecimiento que eleva de forma puntual la tasa de mortalidad.

## Características
A diferencia del número de muertes por una determinada causa de muerte (como un virus específico), el «exceso» de mortalidad temporal y el desplazamiento de la mortalidad, son medidas que reflejan muchas causas combinadas.

La razón dominante de exceso» de mortalidad pueden ser eventos como: olas de calor, olas de frío, epidemias y pandemias (especialmente pandemias de influenza), hambruna o guerra, y permite estimar la mortalidad causada por esos eventos combinados con otros efectos indirectos en la salud.
La mortalidad catastrófica suele ser característica de la Transición demográfica (o  
Régimen demográfico anterior), y su repetición periódica a lo largo de una serie de años de comportamiento demográfico habitual (tasas elevadas de natalidad y mortalidad), elimina el crecimiento natural que se hubiera producido, en cumplimiento de lo que se ha venido en llamar trampa malthusiana, pues se entiende que es el mismo crecimiento de la población lo que presiona al medio natural y social hasta provocar las catástrofes.
Ejemplos que la historiografía ha estudiado son las crisis seculares del siglo XIV o XVII. La Edad Contemporánea elimina la mayor parte de las consecuencias demográficas de las hambrunas o epidemias (no así de las guerras), aunque hay excepciones, como la pandemia de gripe de 1918 (más mortífera que la simultánea Primera Guerra Mundial).